# Une femme collante

Une femme collante est un film français réalisé par Alice Guy en 1906.

## Synopsis
Dans un bureau de poste, une dame accompagnée d’une employée de maison achète des timbres puis toutes deux s’approchent d’un bureau mis à disposition des usagers. Survient alors une scène peu ordinaire : la bonne prend une attitude figée et tire la langue ! La dame se sert alors, le plus naturellement du monde, de la langue de son employée comme d’une éponge humide pour humecter les timbres avant de les coller sur des enveloppes.

Intrigué par cette scène pour le moins extraordinaire, un Monsieur observe avec intérêt ce qui se passe. Et à force de regarder, il finit par avoir le béguin pour la jeune fille qui est charmante : il va falloir - c’est le cas de le dire - prendre langue avec la demoiselle !

L’occasion se présente bientôt, toutes les enveloppes ayant été affranchies. N’y résistant plus, le Monsieur embrasse la jeune fille sur la bouche. Mais mal lui en prend car les voici collés ! Bref scandale dans le bureau de poste devant l’indécence de la scène d’autant plus que le Monsieur est venu accompagné de sa femme qui distribue des coups de parapluie aux fautifs.

Un jeune commis astucieux s’empare d’une paire de ciseaux et entreprend de séparer les tourtereaux mais voilà qu’une partie de l’orgueilleuse moustache qui ornait la lèvre du Monsieur se trouve à son tour collée sous le nez de la belle !

## Analyse
Dans ce film très drôle, Alice Guy profite des gesticulations désordonnées du couple englué pour exécuter un arrêt de caméra qui permet de transférer une partie de la fausse moustache du bellâtre sous le nez de la demoiselle. 
Rappelons comment se fait un arrêt de caméra, l'un des trucages les plus anciens du cinéma : à un ordre du réalisateur (ici, de la réalisatrice), tous les comédiens et figurants de la scène s'immobilisent comme des statues, l'opérateur s'arrête de tourner la manivelle de la caméra. Un assistant vient coller le postiche et s'éloigne aussitôt, la caméra est remise en mouvement, la réalisatrice redonne le départ de l'action des comédiens qui terminent ainsi la scène. Après développement, il faut procéder au "nettoyage" de la pellicule, car l'arrêt et le redémarrage de l'appareil de prise de vues ont généré des photogrammes surexposés que l'on doit couper. La fin de la première partie est collée (par soudure à l'acétone, et non par gomme de timbre-poste ! ) au début de la seconde partie, masquant ainsi la manipulation.

## Fiche technique
- Titre : Une femme collante ou La Femme collante[2]
- Réalisation : Alice Guy
- Société de production : Société L. Gaumont et compagnie
- Pays d'origine :  France
- Genre :  Saynète humoristique
- Durée : 2 minutes
- Date de sortie : 1906
- Licence : Domaine public

## Autour du film
- Le film est tourné en studio[réf. nécessaire].